# Одай
Одай (яп. 大台町 О:дай-тё:) — посёлок в Японии, находящийся в уезде Таки префектуры Миэ. Площадь посёлка составляет 362,94 км², население — 9806 человек (1 июня 2014), плотность населения — 27,02 чел./км².

## Географическое положение
Посёлок расположен на острове Хонсю в префектуре Миэ региона Кинки. С ним граничат город Мацусака, посёлки Таки, Тайки, Ватарай, Кихоку и сёла Каваками, Камикитаяма.

## Население
Население посёлка составляет 9806 человек (1 июня 2014), а плотность — 27,02 чел./км². Изменение численности населения с 1980 по 2005 годы:
| 1980 | 13 172 чел. |  |
| 1985 | 12 982 чел. |  |
| 1990 | 12 144 чел. |  |
| 1995 | 11 758 чел. |  |
| 2000 | 11 399 чел. |  |
| 2005 | 11 099 чел. |  |